# Élisabeth le Despenser (1325-1389)
Pour les articles homonymes, voir Élisabeth le Despenser.
Élisabeth le Despenser (décembre 1325 – 13 juillet 1389) est une aristocrate anglaise du XIVe siècle.

## Biographie
Élisabeth le Despenser est le neuvième et dernier enfant d'Hugues le Despenser, 1er baron le Despenser, et d'Éléonore de Clare, 6e dame de Glamorgan et nièce du roi Édouard II d'Angleterre. Elle se trouve ainsi être une arrière-petite-fille du roi Édouard Ier. Sa date de naissance est située aux alentours du 14 décembre 1325, puisque le roi Édouard II fait à cette date une offrande de trente shillings à la Vierge Marie pour rendre grâce pour le fait que « Dieu [...] a donné [à Éléonore de Clare] un prompt accouchement de son enfant ». Au moment de sa naissance, le père d'Élisabeth est le favori d'Édouard II et dispose d'une immense influence à la cour, qui le fait pourtant entrer en conflit avec Isabelle de France, l'épouse d'Édouard, et le reste du baronnage anglais.
Le 24 novembre 1326, quelques jours après l'arrestation d'Édouard II par les soldats d'Isabelle, Hugues le Despenser est exécuté pour haute trahison sur ordre de la reine, tandis qu'Éléonore de Clare est enfermée à la Tour de Londres. Puis, le 1er janvier 1327, trois de leurs filles, Jeanne, Éléonore et Margaret, sont cloîtrées sur ordre d'Isabelle. Seules deux des filles du couple ne sont pas concernées par cette décision : Isabelle, déjà mariée à Richard FitzAlan, et Élisabeth, en raison de son très jeune âge. Certains historiens pensent pourtant que l'absence de référence à Élisabeth serait due au fait qu'elle n'était pas encore née début 1327 et qu'elle serait donc l'enfant posthume de son père. Élisabeth et sa mère demeurent incarcérées à la Tour jusqu'en février 1328. 
La jeune fille réside auprès de sa mère et de son beau-père William la Zouche, 1er baron Zouche de Mortimer, jusqu'à la mort d'Éléonore de Clare, survenue le 30 juin 1337. Élevée ensuite à l'abbaye de Wix, dans l'Essex, elle est confiée en août 1338 à la garde de sa tante maternelle Élisabeth de Clare. Cette dernière arrange immédiatement son mariage avec Maurice, le fils aîné et héritier de Thomas de Berkeley, 3e baron Berkeley. Ces noces ont pour but de réconcilier les familles de Berkeley et le Despenser : Hugues le Despenser avait été responsable de l'emprisonnement des parents de Maurice entre 1322 et 1326, tandis que le grand-père maternel de Maurice, Roger Mortimer, 1er comte de March, avait activement contribué en 1326 à l'exécution du père d'Élisabeth et à l'emprisonnement de sa mère. Hugues, le frère aîné d'Élisabeth, accorde 1 000 marcs pour la dot de sa sœur, tandis que Thomas de Berkeley offre au couple le manoir de Hurst, dans le Berkshire.
Selon Frances Underhill, la biographe de sa tante Élisabeth de Clare, Élisabeth le Despenser part résider auprès de son époux à Tewkesbury vers 1340. Elle visite toutefois sa tante Élisabeth à l'été 1348, avec laquelle elle semble avoir entretenu de bonnes relations. Pendant ce temps, Maurice de Berkeley passe deux années à Grenade entre 1342 et 1344, supposément pour l'empêcher de cohabiter dès ce jeune âge avec son épouse Élisabeth, si l'on croit John Smyth. Leur premier enfant, Thomas, ne naît qu'en 1353 et le couple aura encore six autres enfants. Élisabeth devient baronne le Despenser à la mort de son beau-père en 1361. Mais sa tenure ne dure guère longtemps, puisque son époux décède le 8 juin 1368, des suites des blessures qu'il avait reçues à la bataille de Poitiers en 1356. Désignée exécutrice testamentaire de son époux, Élisabeth reçoit un douaire d'une valeur annuelle de 335 livres comprenant Wenden dans l'Essex, Portbury, Portishead et Uphill dans le Somerset, Cricklade dans le Wiltshire et Coaley, Upton et Awre dans le Gloucestershire.
Au plus tard en 1372, Élisabeth le Despenser se remarie avec Maurice Wyth, un chevalier issu du Somerset et au service de Jean de Hastings, 2e comte de Pembroke. Cette même année, Hastings prie les abbayes de Romsey et de Wherwell dans le Hampshire d'accueillir Élisabeth pendant l'absence de son époux. Élisabeth se retrouve à nouveau veuve peu après le 11 juillet 1383. Dans son testament, consulté le 6 août suivant, Maurice Wyth laisse plusieurs effets personnels et biens mobiliers à sa femme, et termine par la requête : « Et c'est mon dernier souhait que ma dite femme se tienne satisfaite de tout ce qui lui a été légué ». On ignore si cette demande reflète l'inquiétude de Maurice de voir son héritage entièrement accaparé par son épouse, mais il est possible qu'elle soit faite en référence à l'avidité de son père Hugues le Despenser. Élisabeth le Despenser meurt six ans plus tard, le 13 juillet 1389, et choisit de se faire inhumer à St Botolph-without-Bishopsgate aux côtés de son second époux plutôt qu'à la cathédrale de Bristol auprès de son premier mari. Elle est alors le dernier membre de sa fratrie à mourir.

## Descendance
De son premier mariage avec Maurice de Berkeley, Élisabeth le Despenser a sept enfants :
- Thomas de Berkeley (5 janvier 1353 – 13 juillet 1417), 5e baron Berkeley, épouse Margaret de Lisle ;
- James de Berkeley (v. 1355 – 13 juin 1405), épouse Elizabeth Bluet ;
- John de Berkeley (v. 1357 – 1381) ;
- Maurice de Berkeley (v. 1358 – ?), épouse Jone Hereford ;
- Catherine de Berkeley (v. 1360 – ?) ;
- Agnès de Berkeley (v. 1363 – ?) ;
- Élisabeth de Berkeley (v. 1365 – ?).

Son second mariage avec Maurice Wyth ne produit en revanche aucune descendance.